# Stuart Neville
Pour les articles homonymes, voir Neville.
Stuart Neville est un écrivain britannique né à Armagh (Irlande du Nord) en 1972.

## Biographie
Il étudie la musique à l'université, puis devient professeur de guitare, vendeur d’instruments de musique et webdesigner avant de devenir auteur de polars .

## Œuvre

### Romans

#### SérieJack Lennon
- The Twelve [UK] ou The Ghosts of Belfast [US] (2009)[1],[2] Publié en français sous le titre Les Fantômes de Belfast, trad. de Fabienne Duvigneau, Paris, Éditions Rivages, coll. « Thrillers », 2011, 411 p.  (ISBN 978-2-7436-2251-0) ; réédition Rivages/Noir no 928, 2013.
- Collusion (2010)[3] Publié en français sous le titre Collusion, trad. de Fabienne Duvigneau, Paris, Éditions Rivages, coll. « Thrillers », 2012, 377 p.  (ISBN 978-2-7436-2393-7) ; réédition Rivages/Noir no 984, 2015.
- Stolen Souls (2011) Publié en français sous le titre Âmes volées, trad. de Fabienne Duvigneau, Paris, Éditions Rivages, coll. « Thrillers », 2013 (ISBN 978-2-7436-2622-8)
- The Final Silence (2014)Publié en français sous le titre Le Silence pour toujours, trad. de Fabienne Duvigneau, Paris, Éditions Rivages, coll. « Thrillers », 2017 (ISBN 978-2-7436-3860-3)

#### Série DCI Serena Flanagan
- Those We Left Behind (2015) Publié en français sous le titre Ceux que nous avons abandonnés, trad. de Fabienne Duvigneau, Paris, Éditions Payot & Rivages, coll. « Rivages/Noir », 2019 (ISBN 978-2-7436-4743-8)
- So Say the Fallen (2016)

### Autres romans policiers
- Ratlines (2013) Publié en français sous le titre Ratlines, trad. de Fabienne Duvigneau, Paris, Éditions Rivages, coll. « Thrillers », 2015, 400 p.  (ISBN 978-2-7436-3165-9) ; réédition Rivages/Noir no 1020, 2016.
- The Traveller and Other Stories (2020)
- The House of Ashes (2021)
- Blood Like Mine (2024)

### Autres romans signés Haylen Beck
- Here and Gone (2017) Publié en français sous le titre Silver Water, Harpercollins, « HarperCollins Noir », 2018
- Lost You (2019) Publié en français sous le titre Une vie pour une autre, traduction de Janine Join-de Laurens, Paris (2020), 362 pages, Harper Collins Noir

## Prix et distinctions notables

### Prix
- Los Angeles Times Book Prize 2009 pour le roman The Ghosts of Belfast[4].
- Prix Mystère de la critique 2012 pour le roman Les Fantômes de Belfast (The Ghosts of Belfast)[5].

### Nominations
- Prix Dilys 2010 pour The Twelve[6]
- Prix Anthony 2010 du meilleur premier roman pour The Twelve[7]
- Prix Barry 2010 du meilleur premier roman pour The Twelve[8]
- Prix Macavity 2010 du meilleur premier roman pour The Twelve[9]
- Prix Steel Dagger 2013 pour Ratlines[10]
- Prix Barry 2014 du meilleur Thriller pour Ratlines[8]
- Prix Macavity 2014 du meilleur roman historique pour Ratlines[9]
- Prix Edgar-Allan-Poe 2015 du meilleur roman pour The Final Silence[11]
- CWA Ian Fleming Steel Dagger 2025 pour Blood Like Mine[10]